# Episodi di Akame ga Kill!
Questa è la lista degli episodi dell'anime Akame ga Kill!.

## Lista episodi
| Nº | Titolo italiano (titoli VVVVID) Giapponese 「Kanji」 - Rōmaji | In onda           | In onda |
| Nº | Titolo italiano (titoli VVVVID) Giapponese 「Kanji」 - Rōmaji | Giapponese        |         |
| 1  | Uccidere le ombre 「闇を斬る」 - Yami o kiru | 6 luglio 2014     |         |
| 1  | Nonostante gli avvisi ricevuti sulla natura oscura del luogo, un giovane campagnolo di nome Tatsumi si dirige verso la capitale per fare fortuna e salvare il suo villaggio dai debiti. Poco dopo il suo arrivo in città, il giovane viene però ingannato e derubato da una ragazza, ragion per cui è costretto a dormire in mezzo alla strada. Aria, la figlia di una famiglia più che benestante, si accorge di Tatsumi e lo invita a passare la notte nella sua villa. Tatsumi accetta l'offerta, e, una volta giunti a destinazione, spiega alla famiglia di Aria che è giunto da poco in città in attesa dei due suoi migliori amici, Sayo e Ieyasu, dai quali si è dovuto dividere lungo il viaggio a causa di un attacco di una banda. Il giorno dopo, un membro della scorta di Aria mette in guardia il ragazzo sulla situazione attuale della capitale: siccome il re è ancora un bambino, colui che detiene davvero il potere e impone tasse insostenibili ai villaggi, è il suo primo ministro, un uomo corrotto e malvagio, mentre un gruppo di assassini, di nome Night Raid, terrorizza la città uccidendo chiunque si faccia corrompere. La sera stessa il gruppo attacca proprio la villa di Aria e il protagonista, combattendo contro Akame dei Night Raid, viene salvato all'ultimo momento da Leone, la stessa ragazza che lo aveva derubato. Leone mostra subito a Tatsumi le numerose persone di campagna torturate dalla stessa Aria e, tra di queste, vi sono anche Ieyasu e la già deceduta Sayo. Ieyasu, proprio prima di morire, conferma tutto a Tatsumi, il quale non esita ad uccidere immediatamente Aria, guadagnandosi così un invito da parte di Leone ad unirsi ai Night Raid. |                   |         |
| 2  | Uccidi l'autorità 「権力を斬る」 - Kenryoku o kiru | 13 luglio 2014    |         |
| 2  | Dopo aver sepolto Sayo e Ieyasu, Tatsumi fa la conoscenza con tutti i membri dei Night Raid nella loro base segreta e scopre che ognuno di loro è una persona dal passato oscuro. Il capo dei Night Raid, Najenda, lo invita ufficialmente ad unirsi al gruppo, ma Tatsumi è ancora esitante, non riesce a capire bene se i suoi obiettivi coincidono realmente con i loro. I diversi membri della banda gli spiegano dunque che collaborano con un'organizzazione anti-imperiale, l'armata dei rivoluzionari, per eliminare dei bersagli precisi e fornire informazioni, il tutto agendo sotto copertura. Tatsumi li definisce allora "assassini della giustizia", ma tutti quanti scoppiano a ridere poiché non c'è giustizia in ciò che fanno, bensì solo morte e distruzione per un futuro migliore. Risoluto a salvare in qualche modo il suo villaggio e a non rendere vana la morte dei suoi due migliori amici, Tatsumi decide alla fine di accettare l'offerta e inizia subito ad allenarsi con Akame. La prima missione del protagonista non tarda ad arrivare, in quanto una cliente paga i Night Raid per uccidere due uomini corrotti: il commerciante Gamal e il membro della polizia imperiale Ogre. Desideroso di mostrare subito il proprio valore in combattimento ai suoi nuovi compagni, Tatsumi decide di occuparsi di Ogre ma Akame lo avverte che agendo da sconsiderato non farà altro che morire. Mentre Akame e Leone uccidono Gamal, Tatsumi affronta Ogre e, proprio grazie alle parole di Akame, prende sul serio lo scontro con il suo avversario e riesce ad ammazzarlo rimanendo incolume. Al suo ritorno, i Night Raid si congratulano con lui e Najenda gli comunica che da ora in poi si allenerà con Mine. |                   |         |
| 3  | Uccidi le proprie esitazioni 「蟠を斬る」 - Wadakama o kiru | 20 luglio 2014    |         |
| 3  | Alcuni intrusi individuano la posizione della base segreta dei Night Raid, ragion per cui Najenda ordina ai membri del gruppo di inseguirli ed ammazzarli prima che riescano a fuggire. È in questa occasione che Tatsumi, vedendo i suoi compagni combattere per la prima volta tutti insieme per sterminare le forze nemiche, si accorge delle armi imperiali in loro possesso, ovvero strumenti antichi dall'indiscutibile potenza che ancora oggi non si sa come siano stati costruiti. Il giorno dopo Tatsumi inizia ad allenarsi con Mine, la quale in realtà lo sfrutta semplicemente per andare a fare shopping in città. La situazione nella capitale è tutt'altro che serena e felice: ad eccezione di una piccola cerchia di cittadini benestanti, tutti gli altri vivono nei bassifondi e subiscono il pugno di ferro del primo ministro, tantevvero che i due assistono subito a una delle sue numerose esecuzioni pubbliche organizzate nella piazza. Più tardi, i Night Raid ricevono l'incarico di assassinare Iokal, un parente del primo ministro che sfrutta la sua posizione per rapire donne e torturarle a morte. La squadra raggiunge subito la villa dell'obiettivo, dove si divide per portare a termine l'incarico, e qui Tatsumi rimane insieme a Mine per coprirla, mentre uccide il bersaglio da lontano con la sua arma imperiale da cecchino. Tuttavia, sebbene il resto dei Night Raid si occupi delle guardie, una di esse è comunque in grado di raggiungere la coppia e di attaccarla a sorpresa. Tatsumi, pur non andando molto d'accordo con la compagna, riesce a difendere Mine e, dopo essere riuscito a tenere bloccato l'avversario, le dice di sparargli, in quanto si fida di lei. Tutto va per il meglio e la missione è un successo, ma i due ricominciano a litigare poiché il colpo della ragazza ha sfiorato anche la testa di Tatsumi. Intanto in città un misterioso individuo fissa l'avviso di taglia di Akame e, dopo aver ucciso due guardie, dichiara che la capitale è il luogo perfetto per massacrare la gente.                                        |                   |         |
| 4  | Uccidere i possessori dl Teigu 「帝具使いを斬る」 - Teigu tsukai o kiru | 27 luglio 2014    |         |
| 4  | I Night Raid si prefiggono come prossimo obiettivo l'assassino di Zank l'esecutore, un uomo che un tempo lavorava come boia per il governo e che ora ha perso la ragione, decapitando qualsiasi malcapitato che incontra nel bel mezzo della notte. Prima di iniziare la missione, però, Tatsumi chiede ai suoi compagni che cosa sono realmente le armi imperiali. Najenda, in segno di fiducia, gli rivela che esse furono create mille anni prima dall'imperatore che fondò questo regno per proteggerlo per sempre e che in totale ne esistono quarantotto, ognuna caratterizzata da qualche potere particolare. Questi oggetti dalla potenza inequiparabile furono affidati a diversi militari di fiducia per il bene del paese, ma cinquecento anni prima, durante una grande guerra civile, circa la metà venne dispersa giungendo nelle mani di altri individui. Nel gruppo vi sono Akame con la spada Murasame, capace di iniettare un veleno mortale ad ogni ferita inferta, Leone con la cintura Lionel, che può trasformare chi la indossa in una bestia, Mine con il fucile di precisione Pumpkin, dalla potenza variabile in base al tipo di pericolo in cui il suo possessore incorre al momento dell'utilizzo, Bulat con l'armatura Incursio, che assicura una difesa impenetrabile, Lubbock con i fili rigidi Cross Tail, un'arma versatile dai molteplici usi, e infine Sheele con la forbice Extase, molto utile sia in attacco che in difesa. Una volta giunti in città, Tatsumi viene ingannato da Zank e condotto in un luogo isolato dove il loro combattimento ha subito inizio. La sconfitta di Tatsumi è inevitabile, ma l'arrivo di Akame gli salva la vita e, sebbene Zank possegga l'arma imperiale, Spected che gli permette di leggere nella mente dell'avversario e prevederne i movimenti, la ragazza riesce comunque a sconfiggerlo tagliandogli la gola. Zank tuttavia, prima di morire, ringrazia inaspettatamente Akame per essere riuscita a fermare una volta per tutte le voci delle sue vittime che lo tormentavano ogni giorno.                                         |                   |         |
| 5  | Uccidere il sogno 「夢物語を斬る」 - Yumemonogatari o kiru | 3 agosto 2014     |         |
| 5  | Tatsumi inizia ad allenarsi, questa volta con un altro membro del gruppo, Sheele, che scopre essere una persona piuttosto sbadata e distratta. Tatsumi le chiede allora come ha fatto ad unirsi ai Night Raid; Sheele gli risponde raccontandogli della sua storia, ovvero che in passato aveva una sola vera amica e che questi un giorno venne quasi uccisa dall'ex fidanzato, a cui lei tagliò la gola per difenderla. L'amica, piuttosto scossa, da quel giorno in poi non si fece più vedere, mentre lei, dopo aver scoperto questo lato di sé che prima non conosceva, cominciò ad uccidere chiunque si mettesse sulla sua strada, per cui, prima di unirsi ai Night Raid, finì per arruolarsi nell'armata dei rivoluzionari. Più tardi, Tatsumi prova ad usare l'arma imperiale Spected di Zank, ma a causa dell'incompatibilità, perde tutte le energie, subito dopo averne attivato i poteri. Najenda ne approfitta per dare a Tatsumi un libro che spiega il funzionamento di tutte le armi imperiali conosciute. Il ragazzo, incuriosito da tutti questi oggetti particolari, le chiede qual è quello più potente. Najenda gli risponde che secondo lei l'arma imperiale più potente è quella che controlla il ghiaccio, il cui possessore si trova ora fuori dalla capitale per affrontare il principe della razza settentrionale, Numa Seika. Tatsumi allora si esalta pensando che forse potrebbe esistere un'altra arma sconosciuta capace di far resuscitare i morti, ma Bulat gli ricorda che ciò non è possibile in quanto il creatore stesso, l'imperatore di mille anni prima, è morto. Intanto il generale Esdeath, in possesso del potere del ghiaccio, stermina facilmente il popolo del nord, ragion per cui il primo ministro Honest decide di richiamarla nella capitale per stanare i Night Raid. Il giorno dopo Tatsumi perde di vista Leone mentre gli fa da guida nei bassifondi della città. Il ragazzo, disorientato, viene aiutato da Seryū, un membro della polizia imperiale che, ironia della sorte, è proprio alla ricerca dei Night Raid per vendicare il suo mentore Ogre. |                   |         |
| 6  | Uccidere la giustizia assoluta 「絶対正義を斬る」 - Zettai seigi o kiru | 10 agosto 2014    |         |
| 6  | Riunitosi con Leone, Tatsumi raggiunge il distretto a luci rosse della capitale. Qui scopre che un gruppo di malviventi rapisce ragazze dei bassifondi per poi drogarle per usarle nel suo giro di prostituzione. I due allora decidono subito di irrompere nell'edificio ed annientare tutti i delinquenti presenti, senza mostrare alcun briciolo di pietà. Intanto Sheele e Mine si ritirano, dopo aver portato a termine un'altra missione, ma, lungo la via del ritorno le due ragazze vengono attaccate a sorpresa da Seryū, che ha riconosciuto Sheele grazie al suo manifesto da ricercata. Seryū fa subito trasformare Koro, la sua arma imperiale di tipo biologico, in un mostro gigante, il quale, pur venendo ferito gravemente più volte da Sheele e Mine, si rigenera sempre nel giro di pochi secondi grazie al suo nucleo nascosto. Mentre Mine tiene impegnato Koro, Sheele passa allora al contrattacco mirando direttamente a Seryū, la quale, colta alla sprovvista, perde le braccia per evitare di ricevere un colpo fatale, ma subito dopo dimostra di avere un corpo modificato, in quanto fa uscire una pistola dal suo braccio destro. Il colpo però non va a segno e Seryū si vede quindi costretta ad usare il suo asso nella manica, ovvero far andare Koro in modalità berserker. Sheele si affretta subito a difendere Mine dal mostro, ma così facendo diventa un bersaglio facile per Seryū, la quale le spara con un'altra pistola che nascondeva nella bocca. Azzannata da Koro, Sheele si rende conto di essere ormai in punto di morte ed usa quindi le sue ultime forze per far fuggire Mine con uno stratagemma. Dopo che Mine è ritornata alla base e racconta tutto ai suoi compagni, Tatsumi è desideroso di vendicarsi, ma Bulat e Najenda gli ricordano che i Night Raid devono essere sempre pronti a morire in qualsiasi momento e che non devono mai perdere lucidità. Nel frattempo il generale Esdeath rientra finalmente nella capitale. |                   |         |
| 7  | Uccidere i tre, prima parte 「三匹を斬る - 前編 -」 - Sanbiki o kiru - zenpen - | 17 agosto 2014    |         |
| 7  | Dopo aver chiesto inaspettatamente all'imperatore di potersi innamorare di qualcuno come ricompensa per la sua vittoria contro le truppe del nord, Esdeath accetta l'incarico di dare la caccia ai Night Raid nella capitale ed invia subito i suoi tre migliori sottoposti, Liver, Nyau e Daidara, per uccidere tutti gli avversari politici del primo ministro al fine di provocare il famoso gruppo di giustizieri assassini. Nel frattempo Tatsumi ammira Akame per aver mantenuto la calma nonostante la perdita di Sheele, ma, dopo aver scoperto che anche la ragazza in realtà sta soffrendo come tutti gli altri, le promette che lui non morirà mai e che anzi diventerà più forte. Il protagonista riprende allora ad allenarsi con lei più che mai, ma Bulat si intromette per insegnargli che deve imparare anche a fare attenzione all'ambiente circostante e non solo al suo avversario. Più tardi, dopo che Najenda informa i Night Raid che Esdeath è tornata in città e sta uccidendo alcuni loro preziosi alleati, Akame e Lubbock si accertano dell'incolumità del proprietario di alcune riserve di riso, mentre Tatsumi e Bulat salgono a bordo della nave da crociera Ryuusen per tenere d'occhio un altro politico. Sfortunatamente il gruppo che viene attaccato tra i due, è proprio quello di Tatsumi, il quale si accorge ben presto che il suono di un flauto ha addormentato tutti i passeggeri della nave indebolendo anche lui stesso. Daidara, accortosi di Tatsumi, lo affronta subito in battaglia, ma Bulat interviene appena in tempo per impedire al compagno di fare una mossa avventata contro il nemico. Bulat chiede quindi a Tatsumi di imprimersi bene in mente il suo stile di combattimento, e, dopo aver evocato la sua arma imperiale, respinge l'attacco combinato di Liver e Nyau ,giunti alle sue spalle, per poi tagliare Daidara in due. Mentre Tatsumi si complimenta con lui per la sua eccezionale bravura, Bulat si rende conto però che Liver è in realtà un ex-generale della capitale di sua conoscenza.                                              |                   |         |
| 8  | Uccidere i tre, seconda parte 「三匹を斬る - 後編 -」 - Sanbiki o kiru - kōhen - | 24 agosto 2014    |         |
| 8  | Bulat non perde la calma preparandosi immediatamente ad affrontare Liver, il quale è diventato ormai un fedele servitore di Esdeath. Liver è ben consapevole della forza del suo vecchio compagno d'armi, perciò si dichiara più che fortunato nel poter combattere contro di lui in mare aperto, dove la sua arma imperiale, Black Marlin, può essere sfruttata al massimo, in quanto grazie ad essa è in grado di utilizzare, a suo piacimento, ogni tipo di liquido. Mentre Bulat inizia a parare gli attacchi d'acqua di Liver, Tatsumi impedisce a Nyau di intromettersi nel loro scontro, non senza constatare però la bravura dell'avversario. Intanto Liver attira Bulat in aria. Qui lo attacca con una serie di draghi acquatici enormi che lo feriscono gravemente. Tuttavia Bulat è ancora in vita e non riesce a sferrare un attacco letale su Liver solo perché Nyau cerca di colpirlo alle spalle. A questo punto Bulat si accorge che Tatsumi è rimasto a terra, ma ancora una volta il membro dei Night Raid non si perde d'animo, e, anzi, si prepara ad affrontare Liver in uno scontro corpo a corpo dove alla fine lui ha la meglio. Sfortunatamente però Liver rivela che poco prima si era iniettato del veleno nel collo e che perciò con il suo ultimo attacco aveva iniettato il suo sangue avvelenato nel corpo di Bulat. Anche lui spacciato, Bulat affida quindi l'armatura Incursio a Tatsumi per permettergli di sconfiggere Nyau, il quale a sua volta si è già potenziato il fisico con la sua arma imperiale. Tatsumi, fidandosi di Bulat, attiva subito Incursio e il nucleo dell'armatura si adatta in pochi secondi al suo corpo donandogli una forza straordinaria, con la quale annienta il nemico. Vinta questa battaglia sanguinosa, Tatsumi promette a Bulat che imparerà a usare Incursio nel migliore dei modi e poco dopo scoppia a piangere per la dolorosa morte dell'amico. Nel frattempo la sorella di Akame, Kurome, viene convocata nella capitale per far parte di una nuova squadra speciale di sei persone.                                                 |                   |         |
| 9  | Uccidere il fanatico delle battaglie 「戦闘狂を斬る」 - Sentōkyō o kiru | 31 agosto 2014    |         |
| 9  | Guarita dalle ferite riportate durante la battaglia contro Seryū, Mine trova Tatsumi e Lubbock ad allenarsi senza sosta per diventare forti quanto Bulat ed essere degni dei Night Raid. Intanto Najenda lascia il comando del gruppo ad Akame per dirigersi al campo dell'armata dei rivoluzionari e trovare nuove reclute che possano sostituire le recenti perdite. Contemporaneamente in città, un campagnolo di nome Wave si prepara ad unirsi alla nuova squadra speciale di Esdeath, solo per poi scoprire sfortunatamente che i suoi compagni sono tutti tipi strani, ovvero: Bols, un uomo mascherato che fa parte della squadra di incenerimento, Kurome, una ragazzina che ama i dolcetti, Seryū, ora dotata di braccia meccaniche, e Dr. Stylish, un uomo fissato con l'estetica. L'unico a sembrare normale è Run, il quale si comporta sin dall'inizio in maniera composta e gentile. Riunitisi tutti, Esdeath entra subito in scena e, dopo averli messi alla prova, gli comunica che loro sono gli Jaegar, cioè la forza di polizia speciale che ha come obiettivo lo sterminio dei traditori. Quello stesso pomeriggio Esdeath decide di organizzare un torneo per trovare qualcuno che possa usare l'arma imperiale di Sheele recuperata da Seryū e così Tatsumi, venuto a sapere del premio in denaro, sfrutta l'occasione per mandare un po' di soldi al proprio villaggio. Tuttavia prima di andare, Lubbock lo avverte della pericolosità di Esdeath, raccontandogli che qualche anno fa una tribù sudorientale di diecimila guerrieri riuscì a vincere contro centoventimila soldati della capitale, finché lei e l'ex-generale Najenda non furono mandati come rinforzi per sterminare i ribelli: fu proprio in quel momento che Najenda rimase inorridita davanti alla sua estrema crudeltà e brama di sangue. Tatsumi allora si incuriosisce e desidera vedere la nemica con i suoi stessi occhi, ma il giorno dopo, una volta vinto il torneo, Esdeath si prende una cotta per lui e lo trascina con la forza nelle sue stanze private.                                                |                   |         |
| 10 | Uccidere la tentazione 「誘惑を斬る」 - Yūwaku o kiru | 7 settembre 2014  |         |
| 10 | Esdeath desidera che Tatsumi diventi ancora più forte, per cui lo costringe ad osservare gli Jaegar, mentre sono in missione, in modo da fargli apprendere le loro strategie e tecniche di combattimento. Tatsumi si accorge subito della loro grande abilità individuale, ma Esdeath gli confida che un giorno anche lui sarà al loro stesso livello in quanto ha intenzione di allenarlo lei stessa. Essendo rimasto sorpreso dalla gentilezza della nemica, Tatsumi decide allora di provare a sfruttare la situazione per convincerla a passare dalla sua parte, ma le cose purtroppo non vanno esattamente come previsto: quando quella stessa sera Tatsumi le riferisce che desidera una società dove ognuno sia libero di agire come meglio crede, Esdeath mette subito le cose in chiaro, dicendogli che secondo lei il mondo gira solo e unicamente secondo la legge del più forte, in quanto i più deboli non potranno mai opporsi alla volontà dei più forti. Il giorno dopo Tatsumi scopre che Kurome è la sorella minore di Akame, ma che tra le due non scorre affatto buon sangue. Inoltre il ragazzo più tardi si ritrova da solo con Wave a caccia di bestie pericolose sul Monte Fake, un'occasione d'oro che non si lascia sfuggire per attivare l'armatura Incursio e fuggire via. Wave però, non avendolo riconosciuto, pensa subito di aver individuato uno dei membri dei Night Raid, così si mette al suo inseguimento per affrontarlo, fino a quando non lo perde di vista a causa della capacità dell'arma imperiale di rendere invisibile il suo possessore. Ormai stremato per la fuga improvvisa, Tatsumi viene poi recuperato da Akame e Lubbock, i quali non stavano aspettando altro che il momento giusto per portarlo in salvo. Così, mentre Wave subisce una dura punizione per essere tornato a mani vuote, Tatsumi racconta ai suoi compagni tutto ciò che ha scoperto sugli Jaegar ed Esdeath, ma nel frattempo Dr. Stylish scova il nascondiglio segreto dei Night Raid grazie ai suoi soldati potenziati.                                                                 |                   |         |
| 11 | Uccidere lo scienziato pazzo 「マッドサイエンティストを斬る」 - Maddo saientisuto o kiru | 14 settembre 2014 |         |
| 11 | Ancora storditi dai festeggiamenti per il ritorno di Tatsumi la sera precedente, i Night Raid non si accorgono, nel bel mezzo della notte, dell'arrivo dei soldati potenziati del Dr. Stylish. La prima ad essere aggredita è Leone, che, uscita un attimo fuori a prendere una boccata d'aria, viene subito messa fuori gioco tramite un attacco a sorpresa. Poco dopo tocca a Lubbock, il quale, pur essendosi accorto della presenza nemica grazie ai fili rigidi della sua arma imperiale, Cross Tail, si vede costretto alla fuga quando viene attaccato da un nutrito nugolo di soldati potenziati. Fortunatamente Akame arriva giusto in tempo per coprirgli le spalle, ma i due non trovano un attimo di pace, in quanto subito dopo si ritrovano ad affrontare Toby, un altro nemico dal corpo completamente modificato che non prova nemmeno più dolore, comportandosi quasi come una macchina. Nel frattempo Tatsumi scende in battaglia con la sua Incursio, solo per poi essere colto di sorpresa da un nemico che brandisce le forbici Extase di Sheele. L'avversario riesce ad infliggergli qualche duro colpo, ma poco dopo Mine si intromette nel loro scontro per eliminarlo una volta per tutte e recuperare subito l'arma imperiale della sua vecchia amica. Così, dopo che Akame e Lubbock sconfiggono Toby, e Leone riprende conoscenza, i Night Raid si riuniscono fuori dalla base per passare al contrattacco per uccidere gli ultimi nemici rimasti, ma il Dr. Stylish utilizza un veleno paralizzante per metterli tutti fuori gioco in un colpo solo, ad eccezione di Tatsumi che riesce ancora a muoversi grazie alla Incursio. Tuttavia in questa situazione critica Najenda fa ritorno appena in tempo per portare due nuovi alleati, Susanō e un'altra ragazza misteriosa, di cui il primo entra subito in scena per difendere i suoi compagni. Ribaltate le cose, Stylish si trasforma quindi in una bestia pericolosa enorme per diventare invincibile, ma alla fine i Night Raid riescono ad ucciderlo lo stesso.                                                              |                   |         |
| 12 | Uccidere i nuovi arrivati 「新入りを斬る」 - Shiniri o kiru | 21 settembre 2014 |         |
| 12 | Siccome la loro base segreta ormai è stata scoperta, i Night Raid sono costretti a cambiare zona in cui vivere. Najenda conduce dunque il gruppo in una posto popolato da bestie pericolose di alto livello, non solo per fare allenamento, ma anche per nascondersi, almeno fino a quando i ricognitori dell'armata dei rivoluzionari non troveranno un luogo migliore. Qui Chelsea, la seconda nuova arrivata, inizia subito a fare amicizia con gli altri, ad eccezione che con Mine, i cui rapporti cominciano proprio col piede sbagliato. Per quanto riguarda invece Susanō, questi si rivela essere un'arma organica di Najenda dalla personalità piuttosto particolare: è infatti un maniaco dell'ordine che eccelle anche nelle faccende casalinghe e che, costruendo da solo una casa di legno in poco tempo, dimostra subito ai Night Raid di essere molto utile e piuttosto versatile. Mentre Susanō conquista quindi il favore di tutti grazie alla sua bravura e utilità in ogni cosa, Chelsea invece si scopre essere in possesso di un'arma imperiale che le permette di assumere qualsiasi aspetto, potere che tuttavia sfrutta più volte solo per prendere in giro Mine. Il giorno dopo, siccome Chelsea osserva i suoi compagni durante una sessione di allenamento e gli dice che, pur essendo molto abili, prima o poi finiranno uccisi come Sheele o Bulat per la loro ingenuità, Mine si irrita a tal punto che quella sera stessa convince Lubbock e Tatsumi a farle uno scherzo per vendicarsi delle sue parole. Lubbock propone allora a Tatsumi di usare l'invisibilità della Incursio per cogliere Chelsea di sorpresa mentre si fa il bagno, ma le cose non vanno proprio come previsto in quanto la ragazza insegna al protagonista che, pur essendo invisibile, non può celare la sua presenza al nemico. Nel frattempo nella capitale, mentre Run sembra complottare qualcosa alle spalle di Esdeath, dei minatori vengono divorati da alcune bestie pericolose particolari rilasciate da un uomo incappucciato.                                                                  |                   |         |
| 13 | Uccidere gli ostacoli 「邪魔者を斬る」 - Jamamono o kiru | 28 settembre 2014 |         |
| 13 | Siccome la nuova specie di bestie pericolose sta provocando sempre più stragi nella capitale, il primo ministro ordina ad Esdeath di interrompere momentaneamente la ricerca dei Night Raid per catturarne degli esemplari. Il primo ministro sospetta infatti che le bestie pericolose di questa nuova razza possano derivare da mutazioni di esseri umani, ragion per cui è interessato a scoprirne l'origine. Nel frattempo Tatsumi si allena con Susanō, e, invece di trattarlo come un'arma imperiale, gli confida di considerarlo piuttosto un suo compagno, guadagnandosi così la sua amicizia. Ad allenamento finito, i Night Raid si trasferiscono finalmente nel loro nuovo nascondiglio, dove Najenda, senza perdere altro tempo, gli comunica immediatamente la loro prossima missione, ovvero difendere i cittadini della capitale dall'incombente minaccia delle nuove bestie pericolose. I membri del gruppo accettano gli ordini di buon grado, ma dopo aver saputo che anche gli Jaegar hanno ricevuto il loro stesso compito, si organizzano in modo da agire solo di notte per evitare così di imbattersi nelle guardie della capitale. Intanto Esdeath, riflettendo sulla faccenda, riferisce a Run, che molto probabilmente l'autore di tutto ciò è un utilizzatore di arma imperiale, il quale potrebbe essere anche il da poco scomparso Dr. Stylish, oppure semplicemente un altro individuo che ha utilizzato le scorte dei suoi esperimenti. Più tardi, quella sera stessa, i Night Raid si dividono per cercare indizi sulle nuove bestie pericolose, mentre Tatsumi, lungo la strada, viene a sapere da Lubbock il suo noioso passato di bambino ricco e viziato, il quale in seguito si innamorò a prima vista di Najenda seguendola ovunque come suo sottoposto. Dopo aver attivato Incursio per scalare una montagna e dare un'occhiata nei dintorni, Tatsumi viene però avvistato per caso da Esdeath, la quale annienta in un attimo alcune bestie pericolose molto forti che la stanno attaccando, pur di non perderlo più di vista.                                            |                   |         |
| 14 | Uccidere la bestia pericolosa gigante 「巨大危険種を斬る」 - Kyodai kikenshu o kiru | 5 ottobre 2014    |         |
| 14 | Insospettitasi per averlo ritrovato sulla cima di una montagna, Esdeath chiede a Tatsumi come mai anche lui si trovava da queste parti, così quest'ultimo si inventa di essersi interessato alle nuove bestie pericolose per potersi allenare con loro. Subito dopo Esdeath si accorge della presenza di un uomo incappucciato legato alle nuove bestie pericolose, ma ciò non impedisce al nemico di utilizzare la sua arma imperiale Shambhala per teletrasportare sia lei che Tatsumi su un'isola deserta. Qui, dopo che Esdeath bacia a tradimento Tatsumi per assicurarsi di non essere stata ipnotizzata, i due vengono attaccati da alcune bestie pericolose giganti molto simili a quella in cui si era trasformato Dr. Stylish prima di morire. Tatsumi dà quindi una mano ad Esdeath per ucciderli, ma la ragazza dimostra comunque di essere su tutto un altro livello rispetto a lui grazie alla sua incredibile abilità in battaglia. Trascorsa l'intera giornata ad esplorare l'isola, i due alla fine decidono di tornare al punto di partenza, in quanto Esdeath giunge alla conclusione che presto o tardi il portale del nemico sarà costretto a riaprirsi. Per passare il tempo, Tatsumi rivela quindi ad Esdeath il suo passato, raccontandole del suo villaggio e di come imparò a maneggiare e forgiare armi grazie ad un ex-soldato della capitale. Allo stesso modo Esdeath inizia a parlare della sua storia, ovvero di quando da bambina suo padre le faceva uccidere le bestie pericolose e le diceva che solo il più forte meritava di vivere. Dopo che il suo villaggio fu sterminato, Esdeath si arruolò nell'esercito per diventare sempre più forte, finché non ottenne il potere della sua arma imperiale del ghiaccio che la rese infine invincibile. Appena però l'uomo incappucciato, che si rivela essere il figlio del primo ministro, riapre il portale, Tatsumi sfrutta subito l'occasione per tornare indietro per primo, ed usare l'invisibilità della Incursio per sfuggire ad Esdeath. In ogni caso entrambi sentono che si rincontreranno ancora in futuro.          |                   |         |
| 15 | Uccidere l'organizzazione religiosa 「教団を斬る」 - Kyōdan o kiru | 12 ottobre 2014   |         |
| 15 | Najenda comunica ai Night Raid che ormai è giunto il momento per loro di fare il primo passo per rovesciare il governo corrotto della capitale: un'organizzazione religiosa, nota come il "cammino della pace", ha infatti in programma un'insurrezione interna che avrà inizio nei prossimi giorni, ecco perché Najenda ha intenzione di sfruttare l'evento, per dare inizio, su più fronti, ad un attacco contro la capitale. In modo da evitare che l'esercito nemico possa radunarsi in un unico punto, oltre all'insurrezione religiosa vi saranno anche, infatti, sia una tribù alleata, sia l'armata dei rivoluzionari che avanzeranno da due luoghi diversi. In particolare poi, i soldati dell'armata giungeranno velocemente da sud alle porte della città grazie all'appoggio di alcuni viceré che, ben disposti a tradire il primo ministro, li faranno passare attraverso i loro territori senza opporre resistenza. In una tale situazione di caos, Najenda pianifica quindi di irrompere nel palazzo del primo ministro per assassinarlo insieme agli altri Night Raid e porre fine alla sua corruzione. Tuttavia il consigliere del cammino della pace, Borick, è una spia di Honest che potrebbe fermare la rivolta, ragion per cui i Night Raid lo inseriscono tra gli obiettivi da uccidere prima dell'inizio della missione. Innanzitutto però, Najenda ricorda ai suoi compagni che gli Jaegar fanno ancora parte dell'esercito personale del primo ministro e che quindi è finalmente giunta l'ora della resa dei conti anche con loro. Il gruppo organizza di conseguenza una trappola per farli dividere ed attirarli lontano dalla capitale con l'obiettivo di uccidere soltanto i membri Bols e Kurome, ma l'attacco a sorpresa di Mine non va a buon fine, così lo scontro tra tutti i Night Raid e i due nemici ha inizio. Siccome però Kurome fa risorgere con la sua arma imperiale Yatsufusa, una bestia pericolosa di classe mega chiamata Destaghoul, Najenda capisce subito che, anche con un tale vantaggio numerico, la battaglia purtroppo non sarà per niente facile.       |                   |         |
| 16 | Uccidere le marionette 「人形を斬る」 - Ningyō o kiru | 19 ottobre 2014   |         |
| 16 | Akame tenta subito di uccidere Kurome in solitario, ma così facendo diventa un bersaglio facile per Bols che la sorprende con un attacco a distanza. Tatsumi però interviene appena in tempo per evitare che il colpo vada a segno, così ne approfitta per ricordare ad Akame che non è da lei agire da sola e che non deve perdere il controllo, anche se il nemico è sua sorella. In ogni caso Kurome evoca contemporaneamente, con la spada Yatsufusa diverse marionette, ragion per cui i Night Raid si dividono per sconfiggerle tutte: Mine affronta Doya, un'assassina delle tribù meridionali; Akame se la vede contro Bols, il quale è ben protetto dalla guardia del corpo Wall; Tatsumi si vede costretto a subire l'attacco combinato della scimmia Ape-man e del selvaggio Henter. Leone viene colta alla sprovvista dalla bravura di Rokugoh, un ex generale dell'impero; infine Susanō tiene impegnato da solo il Destaghoul. Vista la situazione, la stessa Najenda scende in battaglia per affrontare di persona il suo vecchio collega e amico Rokugoh, ma allo stesso tempo Kurome approfitta della distrazione di Leone per tagliarle un braccio. Dopo aver inviato Leone ad aiutare Akame ed aver sconfitto Rokugoh, Najenda invita Susanō ad utilizzare la sua abilità segreta per eliminare il Destaghoul, mentre invece Chelsea aiuta Tatsumi ad uccidere sia Henter che Ape-man. Dal canto suo, Mine riesce a uccidere sia Doya che un'altra marionetta segreta di nome Kaiser Frog, ecco perché i Night Raid sono finalmente liberi di attaccare Kurome, la quale è tuttavia ben difesa dal suo amico d'infanzia Natala. Nel frattempo Akame e Leone uccidono Wall e mettono in grave difficoltà Bols. Dopo che la sua arma imperiale viene distrutta da Leone, Bols non ha quindi altra scelta che far detonare il serbatoio del suo lanciafiamme per provocare così un'esplosione piuttosto grande. |                   |         |
| 17 | Uccidere la maledizione 「呪縛を斬る」 - Jubaku o kiru | 26 ottobre 2014   |         |
| 17 | Akame e Leone sopravvivono in qualche modo alla potentissima esplosione e si mettono in salvo. Nel frattempo Bols incontra una ragazza in lacrime mentre cammina nel bosco, curando la sua contusione con una benda. Tuttavia la ragazza si rivela Chelsea sotto mentite spoglie e gli trafigge la testa con un ago avvelenato. Dopo che Chelsea ha chiesto a Lubbock di chiamare i rinforzi, assume l'aspetto di Bols e insegue Kurome. In passato, Akame e Kurome furono addestrate insieme per diventare assassine d'élite, ma vennero separate per via della loro dipendenza l'una dall'altra. Così Kurome fu sottoposta ad alcuni esperimenti, dove le furono somministrati vari farmaci per migliorare le sue abilità di combattimento. Nel presente, Chelsea nei panni di Bols trova Kurome e sfrutta questa opportunità per pugnalarla con un ago avvelenato alla schiena. In passato, Chelsea aveva lavorato come apprendista presso un viceré, che accettava tangenti e dava la caccia alle persone per puro divertimento. Comunque sia, Chelsea riuscì ad uccidere il viceré dopo che questi aveva acquisito la Fondazione Gaia. Tornando al presente, Kurome sopravvive in qualche modo al veleno, ordinando a Natala e Doya di uccidere Chelsea. Durante un acquazzone, Tatsumi e Akame raggiungono una piazza cittadina, dove vedono la testa mozzata di Chelsea esposta in cima a un palo e rimangono sconvolti. |                   |         |
| 18 | Uccidere i demoni 「鬼を斬る」 - Oni o kiru | 2 novembre 2014   |         |
| 18 | Esdeath e gli Jaegers ricevono l'ordine da Honest di proteggere Bolic, che evoca i quattro demoni Rakshasa del tempio del pugno imperiale (Ibara, Sten, Mez e Suzuka), che sono in grado di manipolare i loro corpi in una miriade di modi, poi, Bolic li manda all'attacco. Wave rimane sorpreso dalla veloce ripresa di Kurome, ma si rende conto che la sua compagna di squadra sta tenendo una facciata in modo che possa rimanere come membro degli Jaegers. Nel frattempo, i Night Raid arrivano a Kyoroch, il quartier generale dell'organizzazione "cammino della pace", e qui Tatsumi e Mine esplorano l'affollato mercato. In un cimitero, Akame affronta Ibara, usando la Murasame per farlo a pezzi. Nelle strade della città, Lubbock combatte Sten e Mez, usando Cross Tail per schiacciare il cuore di Sten e pugnalare la schiena di Mez con dei coltelli. Alla periferia della città, Tatsumi e Mine litigano quando incontrano il Signore, il leader e fondatore dei "cammino della pace". |                   |         |
| 19 | Uccidere il destino 「因縁を斬る」 - Innen o kiru | 9 novembre 2014   |         |
| 19 | I Night Raid intendono infiltrarsi nel palazzo durante il festival dell'anniversario dei "cammino della pace". Intanto Susanoo cucina i pasti preferiti per i membri del suo gruppo durante la preparazione della missione. Tatsumi e Mine si travestono come diversivo per uscire dalla città senza essere scoperti, ma Seryu li individua e li attacca con una raffica di missili. Mentre Suzuka fa il suo ingresso in scena, Tatsumi la allontana dall'area, mentre Mine combatte da sola Seryu e Koro. Tatsumi sconfigge Suzuka schiacciandola sotto alcune rovine vicine. Dopo essere stata ferita quasi a morte dai pugni alla velocità della luce di Seryu, Mine raccoglie le sue ultime forze e usa Pumpkin per tagliare a metà Seryu e Koro. Seryu si vendica facendo esplodere una bomba suicida impiantata nella sua testa. Mine è troppo ferita per allontanarsi a sufficienza dall'esplosione nucleare, così Tatsumi finisce per salvarla. Nel frattempo, il resto dei Night Raid prende d'assalto il palazzo. Sebbene Esdeath consigli a Bolic di non andarsene, in seguito questi tenta di fuggire, ma viene ucciso da Akame e Lubbock. |                   |         |
| 20 | Uccidere il massacro 「修羅を斬る」 - Shura o kiru | 16 novembre 2014  |         |
| 20 | Wave e Run si preoccupano di vedere la loro compagna Kurome crollare a causa della fatica. Intanto Tatsumi e Lubbock si incontrano di nascosto con la cameriera di palazzo che lavora come membro della resistenza. All'ingresso del palazzo, si ritrovano presto circondati da Syura e dalla sua unità d'élite. Appare il grande generale Budo dell'Impero che usa il Teigu Adramelech, un paio di guanti che generano elettricità, per attaccare Tatsumi. Lubbock lotta contro Syura ma questi sembra avere la meglio continuando a colpirlo con ferocia da mezz'aria facendolo cadere a terra utilizzando il Teigu Shambhala. Ad un certo punto la cameriera di palazzo trattiene Lubbock, ma questi con il suo ingegno riesce a tagliarle la mano destra in cui teneva Shambhala e sfrutta uno dei colpi di Syura per accecarla. Tuttavia, la cameriera pugnala Lubbock alla schiena, così Syura teletrasporta il suo avversario in un abisso, ma Lubbock usa Cross Tail per portare Syura con sé. Lubbock uccide Syura schiacciandogli il cuore, ma la serie di colpi fa sì che entrambi finiscano sopra al palazzo. Dopo che Cross Tail si è rotto, Lubbock cade sulle spade degli uomini di Syura, venendo pugnalato a morte. Tatsumi, dopo essere stato catturato da Budo, viene condannato a morte da Honest, dopodiché Esdeath dice al consigliere di darle l'onore di condurre l'esecuzione. |                   |         |
| 21 | Uccidere la disperazione 「絶望を斬る」 - Zetsubō o kiru | 23 novembre 2014  |         |
| 21 | Akame, Leone, Mine, Najenda e Susanoo si preparano a salvare Tatsumi prima che venga giustiziato. Nel frattempo, Tatsumi si rifiuta di unirsi a Esdeath per la sua causa. Durante l'esecuzione all'interno del Colosseo, i Night Raid iniziano il loro attacco mentre Esdeath sta per uccidere Tatsumi. Akame entra nel palazzo e sconfigge la polizia imperiale per recuperare Incursio. Mentre Najenda e Susanoo affrontano Esdeath, la prima ordina al compagno di usare la sua carta vincente per respingere qualsiasi attacco lanciato dalla loro avversaria. Mentre Leone e Mine combattono contro Budo, Leone rimane paralizzata, lasciando Mine ad affrontare Budo da sola. Mine e Budo incanalano tutte le loro energie e rilasciano un'esplosione devastante dalle loro armi imperiali. La ragazza riesce comunque ad eliminare il suo avversario, ma rimane gravemente ferita. Akame libera Tatsumi, che usa Incursio per salvare Mine dalla caduta. Esdeath usa il suo asso nella manica per congelare il tempo e distruggere il nucleo di Susanoo, ma Najenda sfrutta la sua abilità per ripristinare Susanoo. Mentre Susanoo tiene occupata Esdeath, Tatsumi porta via Mine mentre gli altri membri dei Night Raid tornano al nascondiglio. A questo punto Tatsumi prende con sé Mine, lei confessa i suoi sentimenti e lo bacia prima di morire. |                   |         |
| 22 | Uccidere la sorella minore 「妹を斬る」 - Imōto o kiru | 30 novembre 2014  |         |
| 22 | Wave scopre che Run si è unito agli Jaegers per riformare l'Impero, il quale è decisamente corrotto e prossimo alla ribellione. Run è anche consapevole che Kurome sta lentamente morendo. Nel frattempo, Kurome invia un messaggio ad Akame, sfidandola a duello tra le rovine di una chiesa. Tatsumi non riesce a dissuadere Akame e lei parte per affrontare la sorella. Una volta lì, Akame e Kurome combattono mentre quest'ultima esprime risentimento per essere stata abbandonata, mentre la prima cerca di spiegare la necessità di rovesciare l'Impero per via della sua corruzione. Quando appare un gigantesco Danger Beast robotico, Akame e Kurome collaborano per sconfiggerlo. Sopraggiunge Wave per dare una mano a Kurome, ma arriva anche Tatsumi che gli impedisce di interferire con il duello. Akame riesce a pugnalare Kurome, finalmente chiarendosi con la sua sorellina, e Wave porta con sé il corpo della sua compagna di squadra mentre se ne va. Altrove, Honest ordina all'Imperatore di attivare le ultime armi imperiali per fermare la rivoluzione. |                   |         |
| 23 | Uccidere l'imperatore 「皇帝を斬る」 - Kōtei o kiru | 7 dicembre 2014   |         |
| 23 | Tatsumi, Akame, Leone e Najenda iniziano la loro missione finale per assassinare Honest. Tatsumi, Akame e Leone irrompono nel palazzo, ma vengono fermati da Run, che usa la sua arma imperiale chiamata Mastema, ovvero un paio di piastre sulla schiena che gli fanno crescere delle ali che fungono anche da armi. Leone rimane indietro per occuparsi di Run, mentre Tatsumi e Akame raggiungono la sala del trono. Sotto l'influenza di Honest, l'Imperatore attiva il suo braccio imperiale "Shikoutazer", un gigantesco mecha alto 500 piedi, che provoca un'immensa distruzione in tutta la capitale. Tatsumi cerca di convincere l'Imperatore ad avere compassione per i cittadini, ma questi diventa egoista nella sua causa per mantenere il potere. Così Wave si unisce a Tatsumi nella battaglia contro l'Imperatore. Dopo che Tatsumi è riuscito a colpire il nucleo di Shikoutazer, sblocca il vero potere di Incursio che sfrutta per sconfiggere il nemico. Tatsumi, usando le ultime forze rimaste per impedire a Shikoutazer di precipitare verso i cittadini, muore poco dopo tra le braccia di Akame. |                   |         |
| 24 | Akame ga Kill! 「アカメが斬る！」 - Akame ga kiru! | 14 dicembre 2014  |         |
| 24 | Con Tatsumi ormai morto, Esdeath sfida Akame a duello. Akame è costretta a liberare il suo asso nella manica avvelenandosi con la spada Murasame, aumentando così le sue capacità fisiche. Alla fine, Akame ferisce il braccio sinistro di Esdeath, e quest'ultima lo taglia per impedire che il veleno si diffonda attraverso il suo corpo. Prima che Akame dia il via all'attacco finale, Esdeath usa la sua abilità di fermare il tempo, ma questo non impedisce alla sua avversaria di infliggerle un colpo fatale. Con un ultimo sforzo, Esdeath racchiude sé stessa e Tatsumi in una prigionia di ghiaccio, che poco dopo riduce in frantumi il corpo di entrambi. Nel frattempo, Leone mette all'angolo Honest prima che tenti di fuggire dal palazzo. Tuttavia, il suo oppositore usa l'arma imperiale chiamata Erastone, una corona che può rompere le altre armi imperiali, per distruggere il Lionel di Leone. Nonostante ciò la giovane donna riesce ad uccidere Honest, nonostante quest'ultimo le spari ripetutamente con la sua pistola. Successivamente Leone saluta Akame e poi muore in un vicolo. Najenda condanna a morte l'Imperatore per aver corrotto l'Impero, mentre Wave e Run rendono omaggio alla tomba di Kurome. Nel frattempo, Najenda si assume la responsabilità di aiutare a ricostruire e restaurare la capitale mentre Akame si separa da Najenda e parte per luoghi sconosciuti. |                   |         |

## Home video

### Giappone
Gli episodi di Akame ga Kill! sono stati raccolti in otto volumi BD/DVD, distribuiti in Giappone per il mercato home video dal 15 ottobre 2014 al 20 maggio 2015.
| Volume | Episodi | Data di pubblicazione |
| ------ | ------- | --------------------- |
| 1      | 1–3     | 15 ottobre 2014       |
| 2      | 4–6     | 19 novembre 2014      |
| 3      | 7–9     | 17 dicembre 2014      |
| 4      | 10–12   | 21 gennaio 2015       |
| 5      | 13–15   | 18 febbraio 2015      |
| 6      | 16–18   | 18 marzo 2015         |
| 7      | 19–21   | 15 aprile 2015        |
| 8      | 22–24   | 20 maggio 2015        |